# 納粹人體實驗
納粹人體實驗是納粹德國在第二次世界大戰期間利用大量囚犯進行的一系列不人道的人體試驗。囚犯主要來自歐洲各地的猶太人，包括猶太兒童，亦有部份吉卜賽人、蘇聯戰俘和非猶太裔德國的殘疾人士。這些人體試驗在主要是在20世紀40年代初的納粹集中營裏進行。囚犯被迫參加實驗，相關實驗導致大量死亡、毀容或永久殘疾，被視為醫療折磨的例子。奧斯威辛集中營和其他集中營在親衛隊的首席精神病學家愛德華·維爾特指導下，選定囚犯進行各種危險實驗，以幫助德國軍人開發新式武器、尋找使受傷軍事人員復原的方法，並推動第三帝國的種族思想。
納粹軍醫艾瑞伯特·海姆在茅特豪森－古森集中營進行了類似的醫學實驗。外科醫生卡尔·瓦内特則在布痕瓦爾德集中營嘗試以向睾丸處注射合成激素的方式來治療同性戀囚犯，他的研究经由盖世太保头目海因里希·希姆莱批准。二戰結束後，這些罪行在紐倫堡後續審判中醫生審判被定罪，並以審判的結果訂立紐倫堡守則作為人體試驗的醫療道德守則。

## 實驗

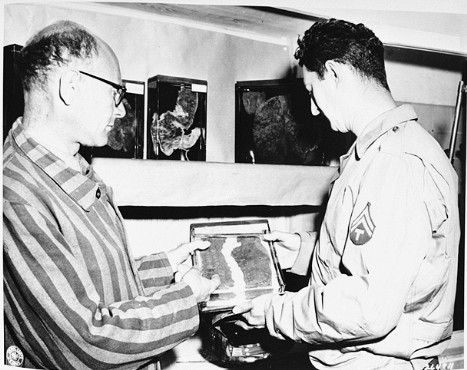
指導人員向美國士兵展示一個從布痕瓦爾德集中營的囚犯移除的人體器官標本。

根據紐倫堡後續審判的起訴書，這些人體實驗包括以下內容：

### 雙胞胎實驗
雙胞胎實驗的建立是為了顯示雙胞胎遺傳的相似性和差異，以及測試人體能否被非自然的方式受控制。領導實驗的是約瑟夫·門格勒，1943年至1944年在奧斯維辛集中營使用近1500對被關押的雙胞胎進行研究，大約只有不到200人存活。門格勒實行雙胞胎的遺傳實驗，並嘗試縫紉雙胞胎在一起以創造連體嬰。

### 骨骼、肌肉和神經移植實驗
大約從1942年9月到1943年12月拉文斯布呂克集中營進行實驗研究肌肉及神經再生和骨骼移植。實驗者在不被麻醉的情況被移除肌肉和神經，造成強烈的痛苦及永久傷殘。

### 顱腦損傷的實驗
在1942年中在巴拉諾維奇，一個被納粹親衛隊保安處人員佔用的私人住宅中，一個11至12歲的男孩被緊綁在椅子上，他的上面是一個機械錘，每隔幾秒敲击在他的頭上。這個男孩被殘酷地折磨。

### 結核實驗
為了測試人體是否先天擁有對結核的抗體以及研究結核疫苗，在诺因加默集中营研究人員將結核桿菌注射入囚犯肺部。約200名成年受試者死亡。1944年10月，親衛隊官員奧斯瓦爾德·波爾下令殺害結核測試中20名五歲至十二歲的猶太兒童，以防止盟軍找到結核病測試的證據。

### 低溫實驗
1941年，納粹德國空軍進行人體低溫實驗研究預防和治療低體溫症的方法。實驗中囚犯要在冰水水池中忍受長達五小時。
| 嘗試次數 | 水溫 | 離開水時的體溫 | 死亡時的體溫 | 在水時間 | 死亡時間 |
| -------- | ---- | -------------- | ------------ | -------- | -------- |
| 5        | 5.2℃ | 27.7℃          | 27.7℃        | 66'      | 66'      |
| 13       | 6°   | 29.2°          | 29.2°        | 80'      | 87'      |
| 14       | 4°   | 27.8°          | 27.5°        | 95'      |          |
| 16       | 4°   | 28.7°          | 26°          | 60'      | 74'      |
| 23       | 4.5° | 27.8°          | 25.7°        | 57'      | 65'      |
| 25       | 4.5° | 27.8°          | 26.6°        | 51'      | 65'      |
|          | 4.2° | 26.7°          | 25.9°        | 53'      | 53'      |

另一項研究將囚犯赤裸地放在-6℃（21℉）的戶外數小時，藉此研究暴露在極冷環境對身體的影響。研究人員還測試不同方法令生存者復溫的效果，包括將他們放在裸體的吉卜賽女人之間，以「性刺激」使他們复溫。
納粹的低溫實驗模擬德國軍隊在東線遭受的寒冷天氣，以幫助軍隊應對環境。不少蘇聯戰俘被成為實驗品，研究他們的身體是否天生就能禦寒。研究主要在達豪集中營和奧斯威辛集中營進行。親衛隊設在達豪集中營的西格蒙德·拉舍爾醫生在1942年的醫學會議上，向親衛隊全國領袖海因里希·希姆萊報告低溫實驗的結果。報告指出大約100人在這些實驗中死亡。

### 芥子氣試驗
在1939年9月至1945年4月，薩克森豪森集中營和其他集中營進行化學武器的實驗，研究最有效治療芥子氣所造成的傷口的方法。實驗者將囚犯暴露在芥子氣和其他糜爛性毒劑（如路易氏劑），造成嚴重的化學燒傷。受害者的傷口被測試，以找到最有效的治療方法。

### 磺胺類藥物的實驗
從1942年7月左右到1943年9月在拉文斯布呂克集中營進行了實驗，研究磺胺類藥物的有效性，囚犯的傷口感染各種細菌，如鏈球菌、產氣莢膜梭菌、破傷風梭菌為了模擬戰場上士兵的傷口，囚犯的傷口兩端被打結，中斷血管的血液循環。實驗者用磺胺類及其他藥物治療感染，以測試其有效性。

### 海水實驗
在1944年7月至1944年9月左右在達豪集中營進行實驗，研究各種方法使海水變得可飲用。大約90個吉卜賽人沒有被提供食物，只能飲用海水，這使他們身體機能嚴重受損。在嚴重脫水的情況，一些人看見其它人舔剛被拖洗的地板，試圖飲用地板上的淡水。

### 絕育實驗
1933年7月14日，通過強迫患有精神分裂症、酗酒、精神錯亂、失明、耳聾和身體畸形的人絕育的法例以“預防後代基因缺陷”。法例透過強迫缺陷的人絕育用來鼓促進雅利安人種的增長。法例通過2年後，1％的17至24歲之間的公民已被絕育。4年過後，絕育人數上升至三十萬人。從1941年3月至1945年1月，在奧斯威辛集中營，拉文斯布呂克集中營和其他地方進行一系列絕育實驗。這些實驗的目的是開發一種新方法，將百萬計的人用最少的時間和成本絕育。這些實驗以X射線、各種手術和藥物治療進行，數以千計的受害者在實驗中被絕育。除了實驗，納粹政府將40萬人絕育作為其強制絕育計劃的一部分。靜脈注射含有碘和硝酸銀的絕育方法是成功的，但帶來有害的副作用，如陰道出血、嚴重腹痛和子宮頸癌。放射治療成為納粹政府的另一選項，暴露在大量輻射能摧毀一個人產生卵子或精子的能力。輻射絕育則透過欺騙的手段進行：囚犯被帶入一個房間填寫表格，歷時兩到三分鐘。在這段期間，房間被注入大量輻射，被蒙在鼓裏的囚犯已經因此完全失去生育能力，許多囚犯遭受嚴重輻射灼傷。

### 毒藥實驗
1943年12月至1944年10月之間，在布痕瓦爾德集中營的實驗測試各種毒藥的效果。實驗者暗中在實驗對象的食物中施加毒藥。受害人會被毒死或直接被殺害，以進行驗屍研究毒藥的毒性。1944年9月，實驗對象被有毒的子彈槍殺，及受盡酷刑，造成大量死亡。

### 燃燒彈實驗
從1943年11月至1944年1月，在布痕瓦爾德集中營進行實驗，以測試各種药物制剂對治療磷燒傷的效果。實驗對象的燒傷由含有磷的燃燒彈造成。

### 高海拔實驗
在1942年，在達豪集中營使用了至少200名囚犯，進行高海拔實驗，以幫助德國飛行員應對在緊急情況下彈射在高海拔地區的情況。囚犯被放在一個模擬在海拔高達2萬米（66000英尺）氣壓的低壓室。傳言指實驗中倖存者的大腦被活體解剖。200個實驗對象中，有80人當場死亡，其他人則被處決。

## 後果

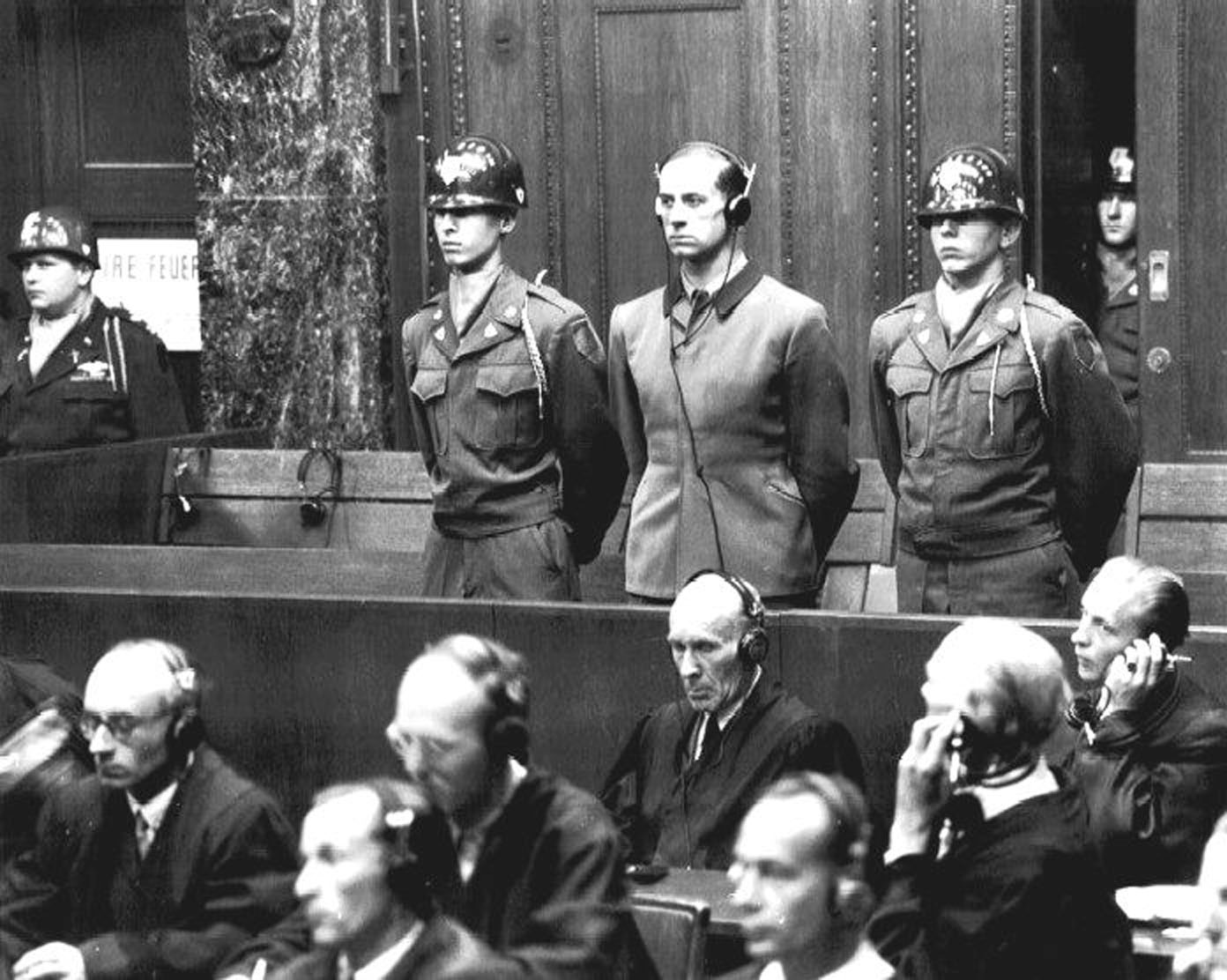
紐倫堡的美國軍事法庭上，納粹醫生和親衛隊人員被指控犯上侵略罪、戰爭罪及危害人類罪。

許多囚犯因納粹的實驗而死亡，也有許多被殺，進行驗屍完成研究。倖存者也多數患有永久性殘疾和精神上的困擾。於1947年8月19日，美國政府對當時進行實驗的納粹醫生提出起訴。早前遭盟軍逮捕的醫生們被法庭傳喚受審，也就是俗稱的“醫生審判”（Doctor's Trial）。在回答法官的審問時，一些醫生為自己辯護時認為，（當時）沒有任何國際法曾對醫學實驗設下明確的規範和限制。
這備受爭議的問題，早於1900年在德國的醫學界就已出現，艾伯特奈瑟博士在治療梅毒患者的臨床試驗中，未經感染者（主要是娼妓）同意，向她們注射梅毒。。儘管大多數學術團體支持奈瑟，但是公眾的主流意見是反對奈瑟的行為。雖然奈瑟被英國皇家紀律法院罰款，但“以法律為基礎，規管病人和醫生之間的契約關係”沒有被德國法律採用。最終，宗教領袖、教育部部長和衛生部部長等官員對政府提出建議，主張若“當事人未成年或有其他原因不能勝任”或者當事人在“恰當地被告知和解釋可能產生的不良後果”後，沒有給出“明確的同意”，在任何情況下以診斷、治療、防疫外為目的的醫療處置措施（包括臨床試驗）應予明令禁止。但這些建議僅供參考，沒有法律效力。
為了解決這些人體實驗帶來的爭議和道德問題，醫學界一些人士起草了一個備忘錄，名為“可被允許的醫學實驗（Permissible Medical Experiment）”，即是紐倫堡守則的初型。守則提出醫學實驗的標準，包括自願同意的受試者，避免不必要的痛苦，實驗必須沒有造成死亡或殘疾守則沒有在任何對被告的調查中被引用，也沒有加到德國或美國的醫療法例。

### 現代倫理問題
由於這些人體實驗前所未有，在某些程度上具開創性，並提供當代對於人體冷凍反應等項目的相關知識。同樣，採用大日本帝國陸軍的731部隊生物武器的測試結果也引起爭議。然而，731部隊的測試結果一直由美國保存，直到大部分涉及的醫生被特赦。

## 外部連結
- The Infamous Medical Experiments （页面存档备份，存于） from Holocaust Survivors and Remembrance Project: "Forget You Not"
- United States Holocaust Memorial Museum – Online Exhibition: Doctors Trial （页面存档备份，存于）
- United States Holocaust Memorial Museum – Online Exhibition: Deadly Medicine: Creating the Master Race
- United States Holocaust Memorial Museum – Library Bibliography: Medical Experiments
- Jewish Virtual Library: Medical Experiments Table of Contents （页面存档备份，存于）

### 使用研究結果爭議
- Campell, Robert. "Citations of shame; scientists are still trading on Nazi atrocities.", New Scientist, 28 February 1985, 105（1445）, p. 31. （页面存档备份，存于） （页面存档备份，存于）
- "Citing Nazi 'Research': To Do So Without Condemnation Is Not Defensible （页面存档备份，存于）"
- "On the Ethics of Citing Nazi Research"
- "Remembering the Holocaust, Part 2 （页面存档备份，存于）"
- "The Ethics Of Using Medical Data From Nazi Experiments （页面存档备份，存于）"